# 알리 사바 알살렘 스타디움
알리 사바흐 알살렘 경기장(아랍어: ملعب علي صباح السالم, 영어: Ali Sabah Al-Salem Stadium)은 쿠웨이트 알파르와니야에 있는 다목적 경기장이다. 현재는 주로 알나스르의 홈구장으로 사용된다.